# Mårten Birger Richert
Mårten Birger Richert, född den 12 maj 1837 i Fredsbergs socken, Västergötland, död den 5 september 1886 i Södertälje, var en svensk språkforskare och universitetslärare. Han var son till Gustaf Birger Richert och brorson till Johan Gabriel Richert.
Richert blev student vid Uppsala universitet 1854 och ägnade sig där först åt bergsvetenskapliga studier, vilka dock 1859 avbröts till följd av en på sin tid mycket uppseendeväckande tvist mellan Richert och kemiprofessorn Lars Fredrik Svanberg, föranledd av den senares förhastade förmodan, att Richert gjort sig skyldig till falska uppgifter rörande sina kemiska övningar. Richert började nu studera på den filosofiska graden och promoverades 1863 till filosofie doktor (ultimus). Han bedrev därefter någon tid grundliga juridiska studier, men bestämde sig slutligen för språkforskning. År 1866 utnämndes han till docent i nordiska språk och allmän jämförande språkforskning på grund av den digra avhandlingen Bidrag till läran om de konsonantiska ljudlagarna i äldre och nyare språk, huvudsakligen ett referat, vars egentliga betydelse är att söka däri, att det är det första svenska arbete, som alltigenom stöder sig på den moderna jämförande språkvetenskapens resultat, sådana dessa utvecklats av särskilt Curtius, Schleicher och Diez. Som akademisk lärare blev Richert från första början högt uppburen på grund av sin storartade förmåga att väcka intresse för sitt ämne och genom sin i allo gentlemanlika personlighet. År 1869 deltog Richert i det bekanta rättstavningsmötet i Stockholm och hade största förtjänsten av, att mötet redan från första början uppställde uttalet som rättskrivningens högsta rättesnöre. År 1872 utnämndes han till adjunkt och 1877, efter Carl Säve, till professor i nordiska språk, vilket ämbete han tillträdde med en föreläsning Om rätta betydelsen af språkriktighet (tryckt 1888 i "Ny svensk tidskrift"). Han kritiserade däri den av Rydqvist, Säve, Rydberg med flera representerade uppfattningen av språkriktighet. Som professor fick Richert inte tillfälle att förverkliga de stora förhoppningar, som var knutna vid honom och hans lärarverksamhet. Genom överansträngning hade han brutit sin hälsa och åtnjöt under nära ett helt årtionde nästan oavbrutet tjänstledighet. Bland hans inte synnerligen många skrifter kan utom de ovan anförda nämnas Försök till belysning af mörkare och oförstådda ställen i den poetiska Eddan (1877) och Om rätta betydelsen af Vestgötalagens inlednings- och slutord (i "Nordisk tidskrift för filologi", 1879).